# Saleyo Baso
Saleyo Baso  fue un poeta épico romano, contemporáneo de  Valerio Flaco, durante el reinado de Vespasiano.

## Vida y obra
Quintiliano caracteriza así su genio: "vehemens et poeticum fuit nec ipsum senectute maturum". Las últimas palabras son algo oscuras, pero probablemente significan que murió joven, antes de que su poética madurara por los años. Es era uno de los "tenuis Saleius" de Juvenal, uno de los seguidores del famoso literato cuya pobreza y sufrimiento se hacían ver; pero en un período posterior sus necesidades fueron aliviadas por la generosidad de Vespasiano que le hizo un regalo dequinientos mil sestercios, como aprendemos del diálogo sobre el declive de la elocuencia, en el que se le prodigan cálidas alabanzas sobre sus habilidades y valor moral. Julio Secundo, uno de los oradores de Tácito, lo califica de poeta perfecto y bardo de lo más ilustre. Ninguna de sus obras han sido preservadas; El Laus Pisonis se le ha atribuido, pero es probablemente de Calpurnio Sículo.